# Équipe de république d'Irlande de football au Championnat d'Europe 2016
Cet article relate le parcours de l'équipe de république d'Irlande de football lors du Championnat d'Europe de football 2016 organisé en France du 10 juin au 10 juillet 2016.

## Qualifications
L'Irlande termine à la troisième place du groupe de qualification dans lequel elle était engagée. Elle se qualifie pour l'euro 2016 après avoir remporté le match de barrage contre la Bosnie-Herzégovine.

### Éliminatoires Groupe D
| Rang | Équipe               | Pts | J  | G | N | P  | Bp | Bc | Diff |  | Résultats (▼ dom., ► ext.) |     |     |     |     |     |     |
| ---- | -------------------- | --- | -- | - | - | -- | -- | -- | ---- |  | -------------------------- | --- | --- | --- | --- | --- | --- |
| 1    | Allemagne            | 22  | 10 | 7 | 1 | 2  | 24 | 9  | +15  |  | Allemagne                  |     | 3-1 | 1-1 | 2-1 | 2-1 | 4-0 |
| 2    | Pologne              | 21  | 10 | 6 | 3 | 1  | 33 | 10 | +23  |  | Pologne                    | 2-0 |     | 2-1 | 2-2 | 4-0 | 8-1 |
| 3    | République d'Irlande | 18  | 10 | 5 | 3 | 2  | 19 | 7  | +12  |  | République d'Irlande       | 1-0 | 1-1 |     | 1-1 | 1-0 | 7-0 |
| 4    | Écosse               | 15  | 10 | 4 | 3 | 3  | 22 | 12 | +10  |  | Écosse                     | 2-3 | 2-2 | 1-0 |     | 1-0 | 6-1 |
| 5    | Géorgie              | 9   | 10 | 3 | 0 | 7  | 10 | 16 | -6   |  | Géorgie                    | 0-2 | 0-4 | 1-2 | 1-0 |     | 4-0 |
| 6    | Gibraltar            | 0   | 10 | 0 | 0 | 10 | 2  | 56 | -54  |  | Gibraltar                  | 0-7 | 0-7 | 0-4 | 0-6 | 0-3 |     |

### Matchs de barrage
| 13 novembre 2015                      | Bosnie-Herzégovine | 1 - 1   | République d'Irlande | Stade Bilino Polje, Zenica                   |                                              |
| 20h45 HEC · Historique des rencontres | Džeko 86e          | (0 - 0) | 82e Brady            | Spectateurs : 15 000 Arbitrage : Felix Brych | Spectateurs : 15 000 Arbitrage : Felix Brych |
| 20h45 HEC · Historique des rencontres | Rapport            |         |                      | Spectateurs : 15 000 Arbitrage : Felix Brych | Spectateurs : 15 000 Arbitrage : Felix Brych |

| 16 novembre 2015                      | République d'Irlande   | 2 - 0   | Bosnie-Herzégovine | Aviva Stadium, Dublin                          |                                                |
| 20h45 HEC · Historique des rencontres | Walters 24e (pen.) 70e | (1 - 0) |                    | Spectateurs : 50 500 Arbitrage : Björn Kuipers | Spectateurs : 50 500 Arbitrage : Björn Kuipers |
| 20h45 HEC · Historique des rencontres | Rapport                |         |                    | Spectateurs : 50 500 Arbitrage : Björn Kuipers | Spectateurs : 50 500 Arbitrage : Björn Kuipers |

## Matchs de préparation
L'équipe d'Irlande dispute deux rencontres amicales en guise de préparation à la compétition. La première contre l'équipe des Pays-Bas de football le 27 mai au terme de laquelle Martin O'Neill annonce la liste des 23 joueurs retenus pour l'Euro et contre la Biélorussie le 31 mai 2016 à Cork.
| Premier match de préparation            | Irlande  | 1 - 1   | Pays-Bas    | Aviva Stadium, Dublin                              |                                                    |
| 27 mai 2016 · Historique des rencontres | Long 30e | (1 - 0) | de Jong 85e | Spectateurs : 42 738 Arbitrage : Artur Soares Dias | Spectateurs : 42 738 Arbitrage : Artur Soares Dias |
| 27 mai 2016 · Historique des rencontres | Rapport  |         |             | Spectateurs : 42 738 Arbitrage : Artur Soares Dias | Spectateurs : 42 738 Arbitrage : Artur Soares Dias |

Le deuxième match de préparation se joue à Cork au stade de Turner's Cross. C'est la première fois depuis 1985 que l'équipe nationale joue à Cork.
| Second match de préparation             | Irlande  | 1 - 2   | Biélorussie                   | Turner's Cross, Cork |  |
| 31 mai 2016 · Historique des rencontres | Ward 71e | (0 - 1) | Gordeychuk 19e · Valadzko 63e |                      |  |
| 31 mai 2016 · Historique des rencontres | Rapport  |         |                               |                      |  |

## Effectif
Le sélectionneur Martin O'Neill annonce donner la liste des vingt-trois joueurs le 28 mai au lendemain d'une rencontre amicale contre les Pays-Bas. Après le match, il annonce que sa décision finale est reportée au 31 mai, date limite de dépôt des équipes auprès de l'UEFA. Juste après le match contre la Biélorussie il donne la liste des 23 joueurs sélectionnés.
| Numéro / Nom       | Numéro / Nom     | Équipe               | Sél. (but)      | Date de naissance | J.              |                 |                 |                 |                 |
| Gardiens de but    | Gardiens de but  | Gardiens de but      | Gardiens de but | Gardiens de but   | Gardiens de but | Gardiens de but | Gardiens de but | Gardiens de but | Gardiens de but |
| ------------------ | ---------------- | -------------------- | --------------- | ----------------- | --------------- | --------------- | --------------- | --------------- | --------------- |
| 16                 | Shay Given       | Stoke City FC        | 135 (0)         | 26.4.1976         | -               | -               | -               | -               | -               |
| 23                 | Darren Randolph  | West Ham United      | 9 (0)           | 12.5.1987         | 1               | 0               | 0               | 0               | 0               |
| 1                  | Keiren Westwood  | Sheffield Wednesday  | 18 (0)          | 23.10.1984        | -               | -               | -               | -               | -               |
| Défenseurs         |                  |                      |                 |                   |                 |                 |                 |                 |                 |
| 15                 | Cyrus Christie   | Derby County         | 4 (1)           | 30.9.1992         | -               | -               | -               | -               | -               |
| 2                  | Seamus Coleman   | Everton FC           | 33 (0)          | 11.10.1988        | -               | -               | -               | -               | -               |
| 5                  | Richard Keogh    | Derby County         | 11 (1)          | 11.8.1986         | 1               | 0               | 0               | 0               | 0               |
| 12                 | Shane Duffy      | Blackburn Rovers     | 2 (0)           | 1.1.1992          | -               | -               | -               | -               | -               |
| 4                  | John O'Shea      | Sunderland AFC       | 110 (3)         | 30.4.1981         | -               | -               | -               | -               | -               |
| 3                  | Ciaran Clark     | Aston Villa FC       | 16 (2)          | 26.9.1989         | -               | -               | -               | -               | -               |
| 19                 | Robbie Brady     | Norwich City         | 20 (4)          | 14.1.1992         | -               | -               | -               | -               | -               |
| 17                 | Stephen Ward     | Burnley FC           | 33 (3)          | 20.8.1985         | -               | -               | -               | -               | -               |
| Milieux de terrain |                  |                      |                 |                   |                 |                 |                 |                 |                 |
| 6                  | Glenn Whelan     | Stoke City FC        | 71 (2)          | 13.1.1984         | 1               | 0               | 1               | 0               | 0               |
| 8                  | James McCarthy   | Everton FC           | 33 (0)          | 12.11.1990        | 1               | 0               | 1               | -               | -               |
| 13                 | Jeff Hendrick    | Derby County         | 18 (0)          | 31.1.1992         | -               | -               | -               | -               | -               |
| 20                 | Wes Hoolahan     | Norwich City         | 26 (2)          | 20.5.1982         | 1               | 1               | 0               | 0               | 0               |
| 11                 | James McClean    | West Bromwich Albion | 36 (5)          | 22.4.1989         | -               | -               | -               | -               | -               |
| 7                  | Aiden McGeady    | Everton FC           | 82 (5)          | 4.4.1986          | -               | -               | -               | -               | -               |
| 22                 | Stephen Quinn    | Reading FC           | 12 (0)          | 1.4.1986          | -               | -               | -               | -               | -               |
| 18                 | David Meyler     | Hull City            | 15 (0)          | 29.5.1989         | -               | -               | -               | -               | -               |
| Attaquants         |                  |                      |                 |                   |                 |                 |                 |                 |                 |
| 9                  | Shane Long       | Southampton FC       | 62 (16)         | 22.1.1987         | -               | -               | -               | -               | -               |
| 14                 | Jonathan Walters | Stoke City FC        | 38 (10)         | 20.9.1983         | -               | -               | -               | -               | -               |
| 21                 | Daryl Murphy     | Ipswich Town         | 20 (0)          | 15.3.1983         | -               | -               | -               | -               | -               |
| 10                 | Robbie Keane     | Los Angeles Galaxy   | 143 (67)        | 8.1.1980          | -               | -               | -               | -               | -               |
| Sélectionneur      |                  |                      |                 |                   |                 |                 |                 |                 |                 |
|                    | Martin O'Neill   |                      |                 | 1.3.1952          |                 |                 |                 |                 |                 |

 = capitaine --  
Six joueurs sont retirés de l'équipe qui a disputé les deux rencontres de préparation. 
| Numéro / Nom       | Numéro / Nom     | Équipe          | Sél. (but)      | Date de naissance | J.              |                 |                 |                 |                 |
| Gardiens de but    | Gardiens de but  | Gardiens de but | Gardiens de but | Gardiens de but   | Gardiens de but | Gardiens de but | Gardiens de but | Gardiens de but | Gardiens de but |
| ------------------ | ---------------- | --------------- | --------------- | ----------------- | --------------- | --------------- | --------------- | --------------- | --------------- |
|                    | David Forde      | Millwall FC     | 23 (0)          | 20.9.1979         |                 |                 |                 |                 |                 |
| Milieux de terrain |                  |                 |                 |                   |                 |                 |                 |                 |                 |
|                    | Darron Gibson    | Everton FC      | 27 (1)          | 27.10.1987        |                 |                 |                 |                 |                 |
|                    | Eunan O'Kane     | AFC Bournemouth | 4 (0)           | 10.7.1990         |                 |                 |                 |                 |                 |
|                    | Harry Arter      | AFC Bournemouth | 0 (0)           | 29.12.1989        |                 |                 |                 |                 |                 |
| Attaquants         |                  |                 |                 |                   |                 |                 |                 |                 |                 |
|                    | David McGoldrick | Ipswich Town    | 2 (0)           | 29.11.1987        |                 |                 |                 |                 |                 |
|                    | Callum O'Dowda   | Oxford United   | 1 (0)           | 23.4.1995         |                 |                 |                 |                 |                 |

 = capitaine --  

## Euro 2016

### Premier tour - groupe E
| Rang | Équipe   | Pts | J | G | N | P | Bp | Bc | Diff |
| ---- | -------- | --- | - | - | - | - | -- | -- | ---- |
| 1    | Italie   | 6   | 3 | 2 | 0 | 1 | 3  | 1  | +2   |
| 2    | Belgique | 6   | 3 | 2 | 0 | 1 | 4  | 2  | +2   |
| 3    | Irlande  | 4   | 3 | 1 | 1 | 1 | 2  | 4  | -2   |
| 4    | Suède    | 1   | 3 | 0 | 1 | 2 | 1  | 3  | -2   |

     Équipes qualifiées ; Pts = points ; J = joués ; G = gagnés ; N = nuls ; P = perdus ;

Bp = buts pour ; Bc = buts contre ; Diff = différence de buts.
| Match 9                                              | Irlande                 | 1 - 1   | Suède           | Stade de France, Saint-Denis                   |                                                |
| 13 juin 2016 · 18 h CEST · Historique des rencontres | ( Coleman) Hoolahan 48e | (0 - 0) | 71e (csc) Clark | Spectateurs : 73 419 Arbitrage : Milorad Mažić | Spectateurs : 73 419 Arbitrage : Milorad Mažić |
| 13 juin 2016 · 18 h CEST · Historique des rencontres | Rapport                 |         |                 | Spectateurs : 73 419 Arbitrage : Milorad Mažić | Spectateurs : 73 419 Arbitrage : Milorad Mažić |

| Irlande | Suède |

| Irlande :       |    |                 |     |     |
|                 |    |                 |     |     |
| Gardien de but  | 23 | Darren Randolph |     |     |
|                 | 2  | Seamus Coleman  |     |     |
|                 | 3  | Ciaran Clark    |     |     |
|                 | 4  | John O'Shea     |     |     |
|                 | 6  | Glenn Whelan    | 77e |     |
|                 | 8  | James McCarthy  | 43e | 85e |
|                 | 9  | Shane Long      |     |     |
|                 | 13 | Jeff Hendrick   |     |     |
|                 | 14 | Jon Walters     |     | 64e |
|                 | 19 | Robbie Brady    |     |     |
|                 | 20 | Wes Hoolahan    |     | 78e |
| Remplaçants :   |    |                 |     |     |
|                 | 11 | James McClean   |     | 64e |
|                 | 10 | Robbie Keane    |     | 78e |
|                 | 7  | Aiden McGeady   |     | 85e |
| Sélectionneur : |    |                 |     |     |
| Martin O'Neill  |    |                 |     |     |

| Suède :         |    |                    |     |     |
|                 |    |                    |     |     |
| Gardien de but  | 1  | Andreas Isaksson   |     |     |
|                 | 2  | Mikael Lustig      |     | 45e |
|                 | 4  | Andreas Granqvist  |     |     |
|                 | 5  | Martin Olsson      |     |     |
|                 | 6  | Emil Forsberg      |     |     |
|                 | 7  | Sebastian Larsson  |     |     |
|                 | 9  | Kim Källström      |     |     |
|                 | 10 | Zlatan Ibrahimovic |     |     |
|                 | 11 | Marcus Berg        |     | 59e |
|                 | 14 | Victor Lindelöf    | 61e |     |
|                 | 18 | Oscar Lewicki      |     | 86e |
| Remplaçants :   |    |                    |     |     |
|                 | 3  | Erik Johansson     |     | 45e |
|                 | 20 | John Guidetti      |     | 59e |
|                 | 8  | Albin Ekdal        |     | 86e |
| Sélectionneur : |    |                    |     |     |
| Erik Hamrén     |    |                    |     |     |

| Assistants : Milovan Ristić Dalibor Djurdjević Quatrième arbitre : Matej Jug Arbitres assistants additionnels : Danilo Grujić Nenad Djokić Homme du match : Wes Hoolahan |

| Match 22                                             | Belgique                                                                     | 3 - 0   | Irlande | Matmut Atlantique, Bordeaux                   |                                               |
| 18 juin 2016 · 15 h CEST · Historique des rencontres | ( De Bruyne) R. Lukaku 48e · ( Meunier) Witsel 61e · ( Hazard) R. Lukaku 70e | (0 - 0) |         | Spectateurs : 39 493 Arbitrage : Cüneyt Çakır | Spectateurs : 39 493 Arbitrage : Cüneyt Çakır |
| 18 juin 2016 · 15 h CEST · Historique des rencontres | Rapport                                                                      |         |         | Spectateurs : 39 493 Arbitrage : Cüneyt Çakır | Spectateurs : 39 493 Arbitrage : Cüneyt Çakır |

| Belgique | Irlande |

| Belgique :      |    |                   |     |     |
|                 |    |                   |     |     |
| Gardien de but  | 1  | Thibaut Courtois  |     |     |
|                 | 2  | Toby Alderweireld |     |     |
|                 | 3  | Thomas Vermaelen  | 49e |     |
|                 | 5  | Jan Vertonghen    |     |     |
|                 | 6  | Axel Witsel       |     |     |
|                 | 7  | Kevin De Bruyne   |     |     |
|                 | 9  | Romelu Lukaku     |     | 83e |
|                 | 10 | Eden Hazard       |     |     |
|                 | 11 | Yannick Carrasco  |     | 64e |
|                 | 16 | Thomas Meunier    |     |     |
|                 | 19 | Moussa Dembélé    |     | 57e |
| Remplaçants :   |    |                   |     |     |
|                 | 4  | Radja Nainggolan  |     | 57e |
|                 | 14 | Dries Mertens     |     | 64e |
|                 | 20 | Christian Benteke |     | 83e |
| Sélectionneur : |    |                   |     |     |
| Marc Wilmots    |    |                   |     |     |

| Irlande :       |    |                 |     |     |
|                 |    |                 |     |     |
| Gardien de but  | 23 | Darren Randolph |     |     |
|                 | 2  | Séamus Coleman  |     |     |
|                 | 3  | Ciaran Clark    |     |     |
|                 | 4  | John O'Shea     |     |     |
|                 | 6  | Glenn Whelan    |     |     |
|                 | 8  | James McCarthy  |     | 62e |
|                 | 9  | Shane Long      |     | 79e |
|                 | 13 | Jeff Hendrick   | 42e |     |
|                 | 17 | Stephen Ward    |     |     |
|                 | 19 | Robbie Brady    |     |     |
|                 | 20 | Wes Hoolahan    |     | 71e |
| Remplaçants :   |    |                 |     |     |
|                 | 11 | James McClean   |     | 62e |
|                 | 7  | Aiden McGeady   |     | 71e |
|                 | 10 | Robbie Keane    |     | 79e |
| Sélectionneur : |    |                 |     |     |
| Martin O'Neill  |    |                 |     |     |

| Assistants : Bahattin Duran Tarık Ongun Quatrième arbitre : Benoît Bastien Arbitres assistants additionnels : Hüseyin Göçek Barış Şimşek Homme du match : Axel Witsel |

| Match 35                                             | Italie  | 0 - 1   | Irlande               | Stade Pierre-Mauroy, Villeneuve-d'Ascq          |                                                 |
| 22 juin 2016 · 21 h CEST · Historique des rencontres |         | (0 - 0) | 85e Brady (Hoolahan ) | Spectateurs : 44 268 Arbitrage : Ovidiu Hațegan | Spectateurs : 44 268 Arbitrage : Ovidiu Hațegan |
| 22 juin 2016 · 21 h CEST · Historique des rencontres | Rapport |         |                       | Spectateurs : 44 268 Arbitrage : Ovidiu Hațegan | Spectateurs : 44 268 Arbitrage : Ovidiu Hațegan |

| Italie | Irlande |

| Italie :        |    |                       |       |     |
|                 |    |                       |       |     |
| Gardien de but  | 1  | Salvatore Sirigu      | 39e   |     |
|                 | 2  | Mattia De Sciglio     |       | 81e |
|                 | 5  | Angelo Ogbonna        |       |     |
|                 | 7  | Simone Zaza           | 87e   |     |
|                 | 8  | Alessandro Florenzi   |       |     |
|                 | 10 | Thiago Motta          |       |     |
|                 | 11 | Ciro Immobile         |       | 74e |
|                 | 14 | Stefano Sturaro       |       |     |
|                 | 15 | Andrea Barzagli       | 78e   |     |
|                 | 19 | Leonardo Bonucci      |       |     |
|                 | 21 | Federico Bernardeschi |       | 60e |
| Remplaçants :   |    |                       |       |     |
|                 | 4  | Matteo Darmian        |       | 60e |
|                 | 20 | Lorenzo Insigne       | 90+1e | 74e |
|                 | 22 | Stephan El Shaarawy   |       | 81e |
| Sélectionneur : |    |                       |       |     |
| Antonio Conte   |    |                       |       |     |

| Irlande :       |    |                 |     |     |
|                 |    |                 |     |     |
| Gardien de but  | 23 | Darren Randolph |     |     |
|                 | 2  | Séamus Coleman  |     |     |
|                 | 5  | Richard Keogh   |     |     |
|                 | 8  | James McCarthy  |     | 77e |
|                 | 9  | Shane Long      | 39e | 90e |
|                 | 11 | James McClean   |     |     |
|                 | 12 | Shane Duffy     |     |     |
|                 | 13 | Jeff Hendrick   |     |     |
|                 | 17 | Stephen Ward    | 73e |     |
|                 | 19 | Robbie Brady    |     |     |
|                 | 21 | Daryl Murphy    |     | 70e |
| Remplaçants :   |    |                 |     |     |
|                 | 7  | Aiden McGeady   |     | 70e |
|                 | 20 | Wes Hoolahan    |     | 77e |
|                 | 22 | Stephen Quinn   |     | 90e |
| Sélectionneur : |    |                 |     |     |
| Martin O'Neill  |    |                 |     |     |

| Assistants : Octavian Șovre Sebastian Gheorghe Quatrième arbitre : Anastásios Sidirópoulos Arbitres assistants additionnels : Alexandru Tudor Sebastian Colțescu Homme du match : Robbie Brady |

### Huitième de finale
| Match 40                                             | France                                           | 2 - 1   | Irlande         | Parc Olympique lyonnais, Décines-Charpieu       |                                                 |
| 26 juin 2016 · 15 h CEST · Historique des rencontres | ( Sagna) Griezmann 58e · ( Giroud) Griezmann 61e | (0 - 1) | 2e (pen.) Brady | Spectateurs : 56 279 Arbitrage : Nicola Rizzoli | Spectateurs : 56 279 Arbitrage : Nicola Rizzoli |
| 26 juin 2016 · 15 h CEST · Historique des rencontres | Rapport                                          |         |                 | Spectateurs : 56 279 Arbitrage : Nicola Rizzoli | Spectateurs : 56 279 Arbitrage : Nicola Rizzoli |

| France | Irlande |

| France :         |    |                     |  |     |           |
|                  |    |                     |  |     |           |
| Gardien de but   | 1  | Hugo Lloris         |  |     |           |
|                  | 3  | Patrice Évra        |  |     |           |
|                  | 4  | Adil Rami           |  | 44e |           |
|                  | 5  | N'Golo Kanté        |  | 27e | 46e       |
|                  | 7  | Antoine Griezmann   |  |     |           |
|                  | 8  | Dimitri Payet       |  |     |           |
|                  | 9  | Olivier Giroud      |  |     | 73e       |
|                  | 14 | Blaise Matuidi      |  |     |           |
|                  | 15 | Paul Pogba          |  |     |           |
|                  | 19 | Bacary Sagna        |  |     |           |
|                  | 21 | Laurent Koscielny   |  |     |           |
| Remplaçants :    |    |                     |  |     |           |
|                  | 20 | Kingsley Coman      |  |     | 46e 90+3e |
|                  | 10 | André-Pierre Gignac |  |     | 73e       |
|                  | 18 | Moussa Sissoko      |  |     | 90+3e     |
| Sélectionneur :  |    |                     |  |     |           |
| Didier Deschamps |    |                     |  |     |           |

| Irlande :       |    |                 |     |     |
|                 |    |                 |     |     |
| Gardien de but  | 23 | Darren Randolph |     |     |
|                 | 2  | Séamus Coleman  | 25e |     |
|                 | 5  | Richard Keogh   |     |     |
|                 | 8  | James McCarthy  |     | 71e |
|                 | 9  | Shane Long      | 72e |     |
|                 | 11 | James McClean   |     | 68e |
|                 | 12 | Shane Duffy     | 66e |     |
|                 | 13 | Jeff Hendrick   | 41e |     |
|                 | 17 | Stephen Ward    |     |     |
|                 | 19 | Robbie Brady    |     |     |
|                 | 21 | Daryl Murphy    |     | 65e |
| Remplaçants :   |    |                 |     |     |
|                 | 14 | Jon Walters     |     | 65e |
|                 | 4  | John O'Shea     |     | 68e |
|                 | 20 | Wes Hoolahan    |     | 71e |
| Sélectionneur : |    |                 |     |     |
| Martin O'Neill  |    |                 |     |     |

| Assistants : Elenito Di Liberatore Mauro Tonolini Quatrième arbitre : Alekseï Koulbakov Arbitres assistants additionnels : Daniele Orsato Antonio Damato Homme du match : Antoine Griezmann |